# Lijst van olympische medaillewinnaars motorbootracen
Motorbootracen is een voormalige olympische sport, die op de Olympische Spelen werd beoefend. Deze pagina geeft de lijst van olympische medaillewinnaars in deze sport, die alleen op de Spelen van 1908 in Londen op het programma stond. In 1900 was het een demonstratiesport.

## Medaillewinnaars
| Editie | Onderdeel                  | Goud | Goud                                                         |
| ------ | -------------------------- | ---- | ------------------------------------------------------------ |
| 1908   | Klasse A - Open klasse     | FRA  | Emile Thubron                                                |
| 1908   | Klasse B - Max. 60 voet    | GBR  | Isaac Thomas Thornycroft Bernard Redwood John Field-Richards |
| 1908   | Klasse C - 6,5 tot 8 meter | GBR  | Isaac Thomas Thornycroft Bernard Redwood John Field-Richards |

1. 1 2  Field-Richards wordt niet genoemd in de medailledatabase[dode link] van het IOC.

Londen 1908 
Olympische medaillewinnaars